# 章格维军
章格维軍（Lashkar-e-Jhangvi，簡稱LeJ）是巴基斯坦一個逊尼派极端组织，以發动针对巴基斯坦少数族裔社区的袭击而臭名昭著。其名称源自巴基斯坦教士哈克·纳瓦兹·章格维，亦有媒体误译作“羌城军”。章格维軍與巴基斯坦塔利班有密切關連。
章格维軍成立於1990年代。2001年巴基斯坦总统穆沙拉夫下令取缔章格维军。章格维军在2002年绑架並杀害美国记者丹尼爾·珀爾。章格维軍曾經多次襲擊巴基斯坦的什葉派信眾，其中於2013年1月和2月在奎達發動的炸彈襲擊合共造成近200人喪生。該組織也與2009年的斯里兰卡板球队遇袭事件有關連。
2016年10月24日，奎達的俾路支警察學院遭到武裝分子襲擊，造成超過60人喪生，事後章格维軍承認與另一恐怖組織伊斯兰国合作發動該次襲擊。